# Бухонська Лариса Володимирівна
Бухонська Лариса Володимирівна (3 вересня 1944, Магадан — 1 грудня 2021, Київ) — українська хорова диригентка, заслужена діячка мистецтв України, засновниця і керівниця хору «Хрещатик» в 1994–2007 роках.

## Біографія
Навчалася в Лубенській музичній школі, гарно грала на баяні. Брала участь в оглядах художньої самодіяльності. Намагалася вступити у медичний інститут в Ленінграді, а згодом в Москві, однак не пройшла за конкурсом.
1966-го року закінчила відділ хорового диригування Сумського музичного училища. 1971-го — диригентсько-хоровий факультет Київської державної консерваторії імені П. І. Чайковського (клас професора М. М. Канерштейна). Паралельно з навчанням працювала вчителькою співів у Сумській загальноосвітній школі, хормейстеркою у дитячих хорових колективів «Дзвіночок», «Щедрик», керувала академічною самодіяльною хоровою капелою заводу «Торгмаш» (м. Бровари).
Після закінчення консерваторії 1971–1996 рр. працювала викладачкою кафедри хорового диригування Київського державного інституту культури. За роки педагогічної діяльності виховала понад 200 хормейстерів, серед яких Є. Сафронов, В. Бендерська, Т. Працюк, О. Ткаченко та ін.
1989–2000 рр. — диригентка Хору імені П. І. Майбороди. За час роботи з цим колективом зробила 84 фондових записи української та світової музики.
1994 року Лариса Бухонська створила аматорський камерний хор «Хрещатик» і стала його першою диригенткою. Під її орудою колектив здобув ряд нагород на міжнародних конкурсах, здобув статус муніципального (1999), та був нагороджений Республіканською премією ім. М. Лисенка (2007). Того ж року внаслідок конфлікту з міським головою Леонідом Черновецьким на ґрунті відведення площі 0,12 га для нового приміщення для колективу, Ларису Бухонську було звільнено з посади директорки, а незабаром і з посади художньої керівниці хору. Останній концерт хору Хрещатик під орудою Бухонської відбувся 10 червня 2007 року у Трапезній палаті Києво-Печерської Лаври.
У вересні 2017 року за ініціативи Лариси Бухонської створено камерний хор "MORAVSKI" (названо на честь українського хорового диригента Павла Муравського). Це друга спроба створення любительського хору при фонді. Діяльність першого складу хору, яким керував сам Муравський, була перервана трагічними подіями в Києві та Україні восени 2013 року та смертю Муравського 2014 року.